# Titus Meyer

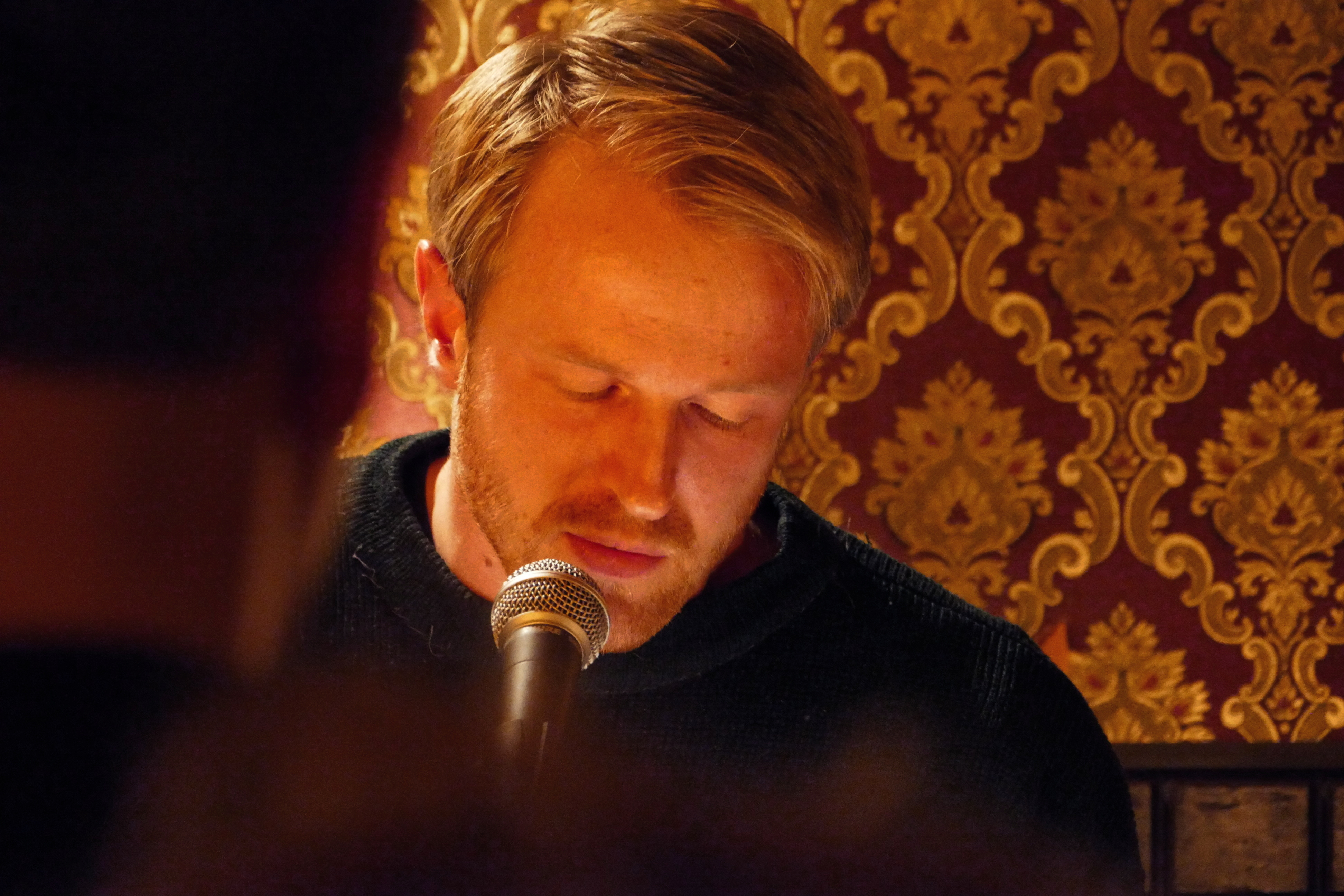
Titus Meyer (2016)

Titus Meyer (* 1986 in Berlin) ist ein deutscher Schriftsteller.

## Leben und Werk
Titus Meyer studierte Germanistik und Skandinavistik in Greifswald.
Als zweite Einzelveröffentlichung erschien von ihm nach seinem Debütband mit verschieden teils neu entwickelten Formen von Anagrammen, Palindromen, Homografien und Abcdarien der „Palindromroman“ Andere DNA, der zum Zeitpunkt seines Erscheinens das längste Palindrom der Welt darstellte.
Er publizierte außerdem literarische Texte in Anthologien (Denkzettelareale, Weltbetrachter, Zwischen den Regalen, Versnetze 10, Und bey den Liechten Sternen stehen), sowie in Literaturzeitschriften (Ostragehege, Randnummer, Sachen mit Woertern, Außer.dem, Hochroth, Risse) aber auch in Positionen – Texte zur Neuen Musik.
2017 erhielt er ein Arbeitsstipendium des Berliner Senats. Er lebt in Berlin.

## Rezeption
„Konstruktionsarbeit mit höchster Präzision“ lobt Ralf Julke in der Leipziger Internetzeitung und Chris Popp findet auf Booknerds „Meyer ist der Rastelli, der Paganini, der Jordan Rudess, der Yngwie Malmsteen der technisch orientierten Lyrik.“
„Er präsentiert ... nichts weniger als eine Fibel der strengen poetischen Form …“ stellt Patrick Wilden mit Blick auf das Debüt im Ostragehege Heft 4 2015 fest, ganz ähnlich auch Christiane Kiesow auf Fixpoetry: „Eine philologische Fibel!“  während André Hatting diese Texte in den Rissen lobt: „Texte, die den Leser nicht mit dem üblichen palindromesken Nonsens kujonieren, sondern mit thematischer Kohärenz überzeugen und überdies sogar stellenweise mächtig lyrische Power entfalten“. „Dadurch werden auch so manche traditionsreiche Perspektiven herrlich und übermütig dekonstruiert“ meint Armin Steigenberger auf Signaturen Magazin.
Zu seinem Palindromroman hieß es auf Fixpoetry: „Was als das ‚mechanische‘ dieser Anordnungen kritisiert werden kann ... bedeutet zugleich auch ihr In-Sich-Ruhen ... Wir haben es mit Lyrik zu tun, die uns gerade deswegen ‚inhaltlich‘ überraschen kann und wird“.

## Werke
- Titus Meyer: Meiner Buchstabeneuter Milchwuchtordnung. 1. Auflage. Reinecke & Voß, Leipzig 2015, ISBN 978-3-942901-15-4.
- Titus Meyer: Andere DNA. 1. Auflage. Reinecke & Voß, Leipzig 2016, ISBN 978-3-942901-20-8.
- Titus Meyer: Äonen o. Ä. 1. Auflage. etcetera press berlin, Berlin 2022, ISBN 978-3-949792-05-2.
- Titus Meyer: Ghostland. 1. Auflage. etcetera press berlin, Berlin 2024, ISBN 978-3-949792-13-7.